# Robin Holcomb

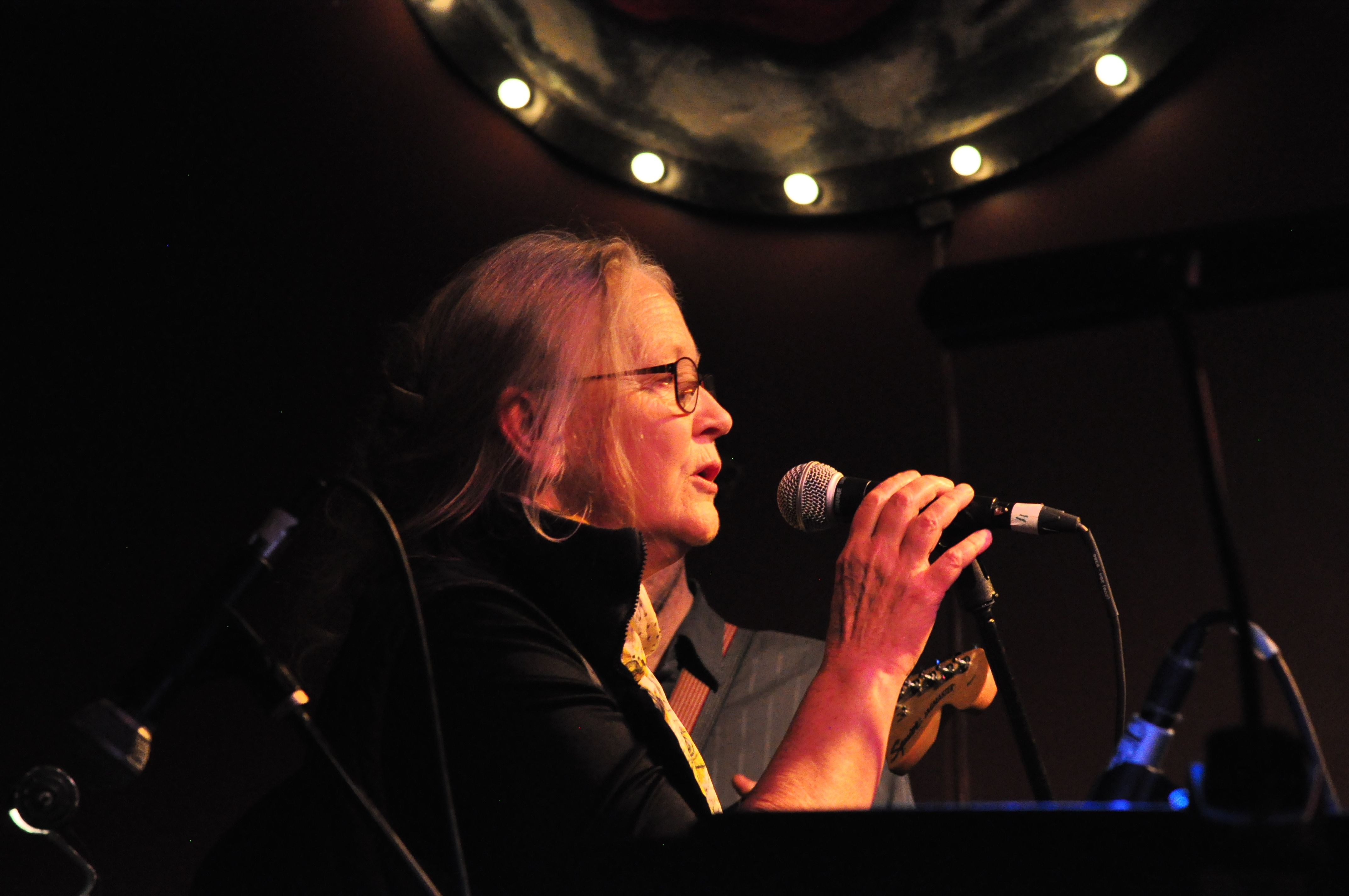
Robin Holcomb (2016)

Robin Holcomb (* 1954) ist eine US-amerikanische Jazz- und Folk-Komponistin, Songwriterin sowie Pianistin und Sängerin.

## Leben und Wirken
Holcomb wuchs in Georgia auf und besuchte später die University of Santa Cruz. Gemeinsam mit  Wayne Horvitz, der später ihr Ehemann wurde, zog sie nach New York. Mitte der 1980er Jahre arbeitete sie in der dortigen experimentellen Down Town-Szene mit Musikern wie Art Baron, Vincent Chancey, Marty Ehrlich, Doug Wieselman und Wayne Horvitz. Ende der 1980er Jahre erschien ihre Debüt-LP Larks, They Crazy auf dem deutschen Sound Aspects-Label, das auch ein weiteres Album herausbrachte, auf dem Horvitz mit Butch Morris und  Bobby Previte, sowie Doug Wieselman mit Bill Frisell ihre Kompositionen interpretieren. Außerdem arbeitete sie mit Bill Frisell bei dessen Nashville-Album zusammen und wirkte an  einem Burt Bacharach und Serge Gainsbourg Tribut-Kompilation für das Tzadik-Label mit. 1996 entstand das Soloalbum Little Three mit Klaviermusik und Songs. Für das Nonesuch-Label nahm sie 2002 The Big Time auf, eine Sammlung von Originalkompositionen und Arrangements von traditionellen amerikanischen Songs.
Ihr Debüt als  Singer/Songwriter hatte sie 1989 mit dem Musiktheater-Stück Angels at the Four Corners als Teil des Programms New Music America; Teile des Materials erschienen dann 1990 auf ihrem ersten Nonesuch-Album, für die sie 1991 den “Pazz & Jop Poll” der Zeitschrift Village Voice erhielt.
Holcomb ist Gründerin und Co-Leiterin des New York Composers Orchestra, eines Ensembles, für das sie auch als Pianistin und Komponistin arbeitete.  1990/91 erschienen auf dem Label New World zwei Alben mit Kompositionen von ihr, First Program in Standard Time und danach The New York Composers Orchestra, an denen Musiker wie Butch Morris, Herb Robertson, Ray Anderson, Lindsey Horner und Bobby Previte mitwirkten.
Außerdem arbeitete Holcomb für verschiedene Tanz-Produktionen; so schrieb sie für Bebe Millers Dance Company Tiny Sisters in the Enormous Land sowie für verschiedene Fernseh-Produktionen.
Die New York Times schrieb zu ihrer stilistischen Vielfalt: „Robin Holcomb schafft in ihren Songs einen neuen amerikanischen Regionalismus, gespeist aus vielen Quellen, Country, Rock, Minimalismus, Bürgerkriegs-Liedern, Baptisten-Hymnen, Folk-Stücken aus den Appalachen, sogar der polytonalen Musik von Charles Ives. Die daraus resultierende Musik ist so elegant und einfach wie ein Quilt der Shaker, und einfach nur schön.“
Seit 1988 lebt Robin Holcomb mit Wayne Horvitz in Seattle.

## Diskographische Hinweise
- Sara Schoenbeck: Sara Schoenbeck (2021)
- Robin Holcomb/Talking Pictures/Wayne Horvitz: The Point of It All (Songlines, 2010, mit Ron Samworth, Bill Clark, Peggy Lee, Dylan van der Schyff)
- Wayne Horvitz, Joe Hill: 16 Actions for Orchestra, Voices, and Soloist (New World, 2008)
- Varmint, Mr Man in the Moon (SnowGhost, 2006)
- John Brown’s Body (Tzadik, 2006, mit dem Koehne Quartett)
- Robin Holcomb/Wayne Horvitz: Solos (Songlines, 2004)
- The Big Time (Nonesuch, 2002)
- Little Three (Nonesuch, 1996)
- Rockabye (Elektra, 1992)
- Robin Holcomb (Elektra, 1990)
- Larks, They Crazy (Sound Aspects, 1988)
- Wayne Horvitz, Butch Morris, Robert Previte, Doug Wieselman, Bill Frisell Play Robin Holcomb: Todos Santos (Sound Aspects, 1988)